# Krimpen aan den IJssel
Krimpen aan den IJssel és un municipi de la província d'Holanda del Sud, al sud dels Països Baixos. L'1 de gener del 2009 tenia 28.928 habitants repartits sobre una superfície de 8,93 km² (dels quals 1,12 km² corresponen a aigua). Limita al nord amb Capelle aan den IJssel, a l'est amb Ouderkerk, a l'oest amb Rotterdam i al sud amb Nederlek.
tiet

## Agermanaments
- Kościan
- Kiskörös